# Anuga glaucopoides
Anuga glaucopoides är en fjärilsart som beskrevs av Walker 1863. Anuga glaucopoides ingår i släktet Anuga och familjen nattflyn. Inga underarter finns listade i Catalogue of Life.